# Aguirre, the Wrath of God
Aguirre, The Wrath of God (Duits: Aguirre, der Zorn Gottes) is een Duitse film uit 1972 van Werner Herzog. Het verhaal is mogelijk gebaseerd op de belevenissen van Gaspar de Carvajal (ca. 1500-1584), die meeging op een van de zoektochten naar het legendarische El Dorado. De opnamen voor de film werden in Peru gemaakt. De soundtrack verscheen op het album Aguirre van de groep Popol Vuh.

## Verhaal
Een expeditie vertrekt in 1560 vanuit Peru, op zoek naar het vermeende El Dorado. De leiding is in handen van Gonzalo Pizarro, die veel tegenslag ondervindt tijdens de tocht door de moeilijk begaanbare regenwouden. Dan besluit hij om de groep te splitsen. Een daarvan is een groep die vooruit moet gaan en het El Dorado alvast moet zien te bereiken of in ieder geval een route ernaartoe. De leider is Don Pedro de Ursua met als tweede man Don Lope de Aguirre. Deze manipuleert en zaait angst binnen de groep. Door de hitte, voedseltekorten, machtsgrepen en de diverse ziekten overlijden de expeditieleden een voor één, tot Aguirre alleen overblijft.
Het thema van de tocht over een onbekende rivier in een dreigende natuur waaruit onzichtbare vijanden de boot belegeren, lijkt te zijn ontleend aan het boek Hart der duisternis van Joseph Conrad.

## Rolverdeling
| Acteur         | Personage                  |
| -------------- | -------------------------- |
| Klaus Kinski   | Don Lope de Aguirre        |
| Helena Rojo    | Inez                       |
| Del Negro      | Broeder Gaspar de Carvajal |
| Ruy Guerra     | Don Pedro de Ursua         |
| Peter Berling  | Don Fernando de Guzman     |
| Cecilia Rivera | Flores                     |
| Daniel Ades    | Perucho                    |
| Edward Roland  | Okello                     |